# Saint-Huruge
Saint-Huruge è un comune francese di 68 abitanti situato nel dipartimento della Saona e Loira nella regione della Borgogna-Franca Contea.

## Società

### Evoluzione demografica
Abitanti censiti